# World Cup 2019 (snooker)
La World Cup 2019 è il primo evento della stagione 2019-2020 di snooker ed è la 16ª edizione di questo torneo che si è disputato dal 24 al 30 giugno 2019 a Wuxi in Cina.
2ª World Cup per la Scozia.
2ª World Cup per John Higgins.
1ª World Cup per Stephen Maguire.

## Finale 2017
```
Cina
 A (
Ding Junhui
, 
Liang Wenbó
) 4-3 
Inghilterra
 (
Judd Trump
, 
Barry Hawkins
)
[
2
]
```

## Montepremi
- Vincitore: $200.000
- Finalista: $100.000
- Semifinalisti: $60.000
- Quarti di Finale: $40.000
- 3º nel Gruppo: $22.500
- 4º nel Gruppo: $15.000
- 5º nel Gruppo: $10.000
- 6º nel Gruppo: $7.500

## Regolamento
Come nelle scorse edizioni la World Cup richiede la partecipazione di 24 nazionale per un totale di 48 giocatori, ovvero 2 giocatori per ognuna.
Ci sono 4 gironi da 6 squadre, passano le prime 2 squadre. Nei quarti la prima del gruppo A sfida la seconda del B, la prima del D la seconda del C, la prima del B la seconda del gruppo A, la prima del C la seconda del D.

## Partecipanti
| N° | Nazionale           | Giocatore 1           | Giocatore 2        |
| -- | ------------------- | --------------------- | ------------------ |
| 1  | Cina A              | Ding Junhui           | Yan Bingtao        |
| 2  | Galles              | Mark Williams         | Ryan Day           |
| 3  | Scozia              | John Higgins          | Stephen Maguire    |
| 4  | Irlanda del Nord    | Mark Allen            | Jordan Brown       |
| 5  | Inghilterra         | Kyren Wilson          | Jack Lisowski      |
| 6  | Belgio              | Luca Brecel           | Ben Mertens        |
| 7  | Cina B              | Zhou Yuelong          | Liang Wenbó        |
| 8  | Thailandia          | Thepchaiya Un-Nooh    | Noppon Saengkham   |
| 9  | Iran                | Hossein Vafaei        | Soheil Vahedi      |
| 10 | Cipro               | Michael Georgiou      | Antonis Poullos    |
| 11 | Norvegia            | Kurt Maflin           | Cristopher Watts   |
| 12 | Irlanda             | Ken Doherty           | Fergal O'Brien     |
| 13 | Malaysia            | Thor Chuan Leong      | Moh Keen Hoo       |
| 14 | Polonia             | Adam Stefanow         | Kacper Filipiak    |
| 15 | Hong Kong           | Andy Lee              | Ka Wai Cheung      |
| 16 | Germania            | Simon Lichtenberg     | Lukas Kleckers     |
| 17 | Israele             | Eden Sharav           | Shachar Ruberg     |
| 18 | Australia           | Steve Mifsud          | Ryan Thomerson     |
| 19 | Arabia Saudita      | Omar Alajlani         | Ahmed Aseeri       |
| 20 | Svizzera            | Alexander Ursenbacher | Luis Vetter        |
| 21 | Malta               | Alex Borg             | Brian Cini         |
| 22 | India               | Himanshu Dinesh Jain  | Lucky Vatnani      |
| 23 | Austria             | Andreas Ploner        | Florian Nüßle      |
| 24 | Emirati Arabi Uniti | Mohammed Shehab       | Mohammed Al Joaker |

## Fase a gironi
| Fase a gironi    |
| ---------------- |
| Massimo 5 frames |

### Gruppo A
| N° | Nazionale  | Frame Vinti | Frame Persi | Differenza |
| -- | ---------- | ----------- | ----------- | ---------- |
| 1  | Cina A     | 19          | 6           | +13        |
| 2  | Thailandia | 15          | 10          | +5         |
| 3  | Norvegia   | 11          | 14          | -3         |
| 4  | Polonia    | 11          | 14          | -3         |
| 5  | Austria    | 10          | 15          | -5         |
| 6  | Germania   | 9           | 16          | -7         |

24 giugno: Cina A 4-1 Germania, Thailandia 2-3 Norvegia, Polonia 2-3 Austria
25 giugno: Cina A 4-1 Norvegia, Thailandia 3-2 Austria, Polonia 3-2 Germania
26 giugno: Cina A 4-1 Austria, Thailandia 3-2 Polonia, Norvegia 2-3 Germania
27 giugno: Cina A 5-0 Polonia, Thailandia 4-1 Germania, Austria 1-4 Norvegia
28 giugno: Cina A 2-3 Thailandia, Polonia 4-1 Norvegia, Austria 3-2 Germania

### Gruppo B
| N° | Nazionale        | Frame Vinti | Frame Persi | Differenza |
| -- | ---------------- | ----------- | ----------- | ---------- |
| 1  | Inghilterra      | 17          | 8           | +9         |
| 2  | Hong Kong        | 15          | 10          | +5         |
| 3  | Iran             | 13          | 12          | +1         |
| 4  | Irlanda          | 12          | 13          | -1         |
| 5  | Irlanda del Nord | 11          | 14          | -3         |
| 6  | Arabia Saudita   | 7           | 18          | -11        |

24 giugno: Irlanda del Nord 4-1 Arabia Saudita, Inghilterra 3-2 Hong Kong, Iran 3-2 Irlanda
25 giugno: Irlanda del Nord 3-2 Hong Kong, Inghilterra 3-2 Irlanda, Iran 2-3 Arabia Saudita
26 giugno: Irlanda del Nord 1-4 Irlanda, Inghilterra 3-2 Iran, Hong Kong 4-1 Arabia Saudita
27 giugno: Irlanda del Nord 1-4 Iran, Inghilterra 5-0 Arabia Saudita, Irlanda 1-4 Hong Kong
28 giugno: Irlanda del Nord 2-3 Inghilterra, Iran 2-3 Hong Kong, Irlanda 3-2 Arabia Saudita

### Gruppo C
| N° | Nazionale           | Frame Vinti | Frame Persi | Differenza |
| -- | ------------------- | ----------- | ----------- | ---------- |
| 1  | Belgio              | 19          | 6           | +13        |
| 2  | Scozia              | 19          | 6           | +13        |
| 3  | Israele             | 11          | 14          | -3         |
| 4  | Cipro               | 9           | 17          | -8         |
| 5  | Emirati Arabi Uniti | 9           | 17          | -8         |
| 6  | Malaysia            | 8           | 18          | -10        |

24 giugno: Scozia 4-1 Cipro, Belgio 4-1 Emirati Arabi Uniti, Malaysia 1-4 Israele
25 giugno: Scozia 4-1 Emirati Arabi Uniti, Belgio 4-1 Israele, Malaysia 3-2 Cipro
26 giugno: Scozia 5-0 Israele, Belgio 4-1 Malaysia, Emirati Arabi Uniti 3-2 Cipro
27 giugno: Scozia 4-1 Malaysia, Belgio 4-1 Cipro, Israele 4-1 Emirati Arabi Uniti
28 giugno: Scozia 2-3 Belgio, Malaysia 2-3 Emirati Arabi Uniti, Israele 2-3 Cipro

### Gruppo D
| N° | Nazionale | Frame Vinti | Frame Persi | Differenza |
| -- | --------- | ----------- | ----------- | ---------- |
| 1  | Galles    | 21          | 4           | +17        |
| 2  | Cina B    | 19          | 6           | +13        |
| 3  | India     | 10          | 15          | -5         |
| 4  | Malta     | 9           | 15          | -6         |
| 5  | Svizzera  | 8           | 17          | -9         |
| 6  | Australia | 8           | 17          | -9         |

24 giugno: Galles 4-1 India, Cina B 5-0 Australia, Svizzera 3-2 Malta
25 giugno: Galles 4-1 Australia, Cina B 3-2 Malta, Svizzera 3-2 India
26 giugno: Galles 4-1 Malta, Cina B 5-0 Svizzera, Australia 2-3 India
27 giugno: Galles 5-0 Svizzera, Cina B 5-0 India, Malta 3-2 Australia
28 giugno: Galles 4-1 Cina B, Svizzera 2-3 Australia, Malta 1-4 India

## Fase a eliminazione diretta
| Quarti di Finale       | Semifinali             | Finale                 |
| ---------------------- | ---------------------- | ---------------------- |
| Al meglio dei 7 frames | Al meglio dei 7 frames | Al meglio dei 7 frames |

| Nazionale   | Nazionale  | Risultato |
| ----------- | ---------- | --------- |
| Cina A      | Hong Kong  | 4 - 0     |
| Galles      | Scozia     | 3 - 4     |
| Inghilterra | Thailandia | 4 - 3     |
| Belgio      | Cina B     | 2 - 4     |

| Nazionale   | Nazionale | Risultato |
| ----------- | --------- | --------- |
| Cina A      | Scozia    | 1 - 4     |
| Inghilterra | Cina B    | 3 - 4     |

| FINALE Wuxi City Sports Park Stadium, Wuxi, Cina, 30 giugno 2019 ARBITRO: Jan Scheers | FINALE Wuxi City Sports Park Stadium, Wuxi, Cina, 30 giugno 2019 ARBITRO: Jan Scheers | FINALE Wuxi City Sports Park Stadium, Wuxi, Cina, 30 giugno 2019 ARBITRO: Jan Scheers |
| Scozia (John Higgins, Stephen Maguire)                                                | 4 - 0                                                                                 | Cina B (Zhou Yuelong, Liang Wenbó)                                                    |
| ------------------------------------------------------------------------------------- | ------------------------------------------------------------------------------------- | ------------------------------------------------------------------------------------- |
| SESSIONE UNICA: 1-0 2-0 3-0 4-0 (4-0)                                                 |                                                                                       |                                                                                       |
| MIGLIOR BREAK: 45 CENTURY BREAKS: 0                                                   |                                                                                       | MIGLIOR BREAK: 45 CENTURY BREAKS: 0                                                   |
| La Scozia vince la World Cup 2019                                                     |                                                                                       |                                                                                       |

### Century Breaks (17)
| N° | Nazionale                             | Century Breaks | Miglior Break        |
| -- | ------------------------------------- | -------------- | -------------------- |
| 1  | Galles (3 Mark Williams, 1 Ryan Day)  | 4              | 134 Ryan Day         |
| 2  | Cina A (2 Ding Junhui, 1 Yan Bingtao) | 3              | 123 Yan Bingtao      |
| 3  | Thailandia (2 Noppon Saengkham)       | 2              | 133 Noppon Saengkham |
| =  | Irlanda del Nord (2 Mark Allen)       | 2              | 116 Mark Allen       |
| 4  | Cina B (1 Liang Wenbó)                | 1              | 138 Liang Wenbó      |
| =  | Scozia (1 Stephen Maguire)            | 1              | 117 Stephen Maguire  |
| =  | Malta (1 Brian Cini)                  | 1              | 112 Brian Cini       |
| =  | Iran (1 Hossein Vafaei)               | 1              | 105 Hossein Vafaei   |
| =  | Inghilterra (1 Jack Lisowski)         | 1              | 104 Jack Lisowski    |
| =  | Hong Kong (1 Ka Wai Cheung)           | 1              | 104 Ka Wai Cheung    |